# Giuseppe de Fabris
Giuseppe De Fabris (Nove, 19 de agosto de 1790 – Roma, 22 de agosto de 1860) foi um escultor e pintor neoclássico italiano.

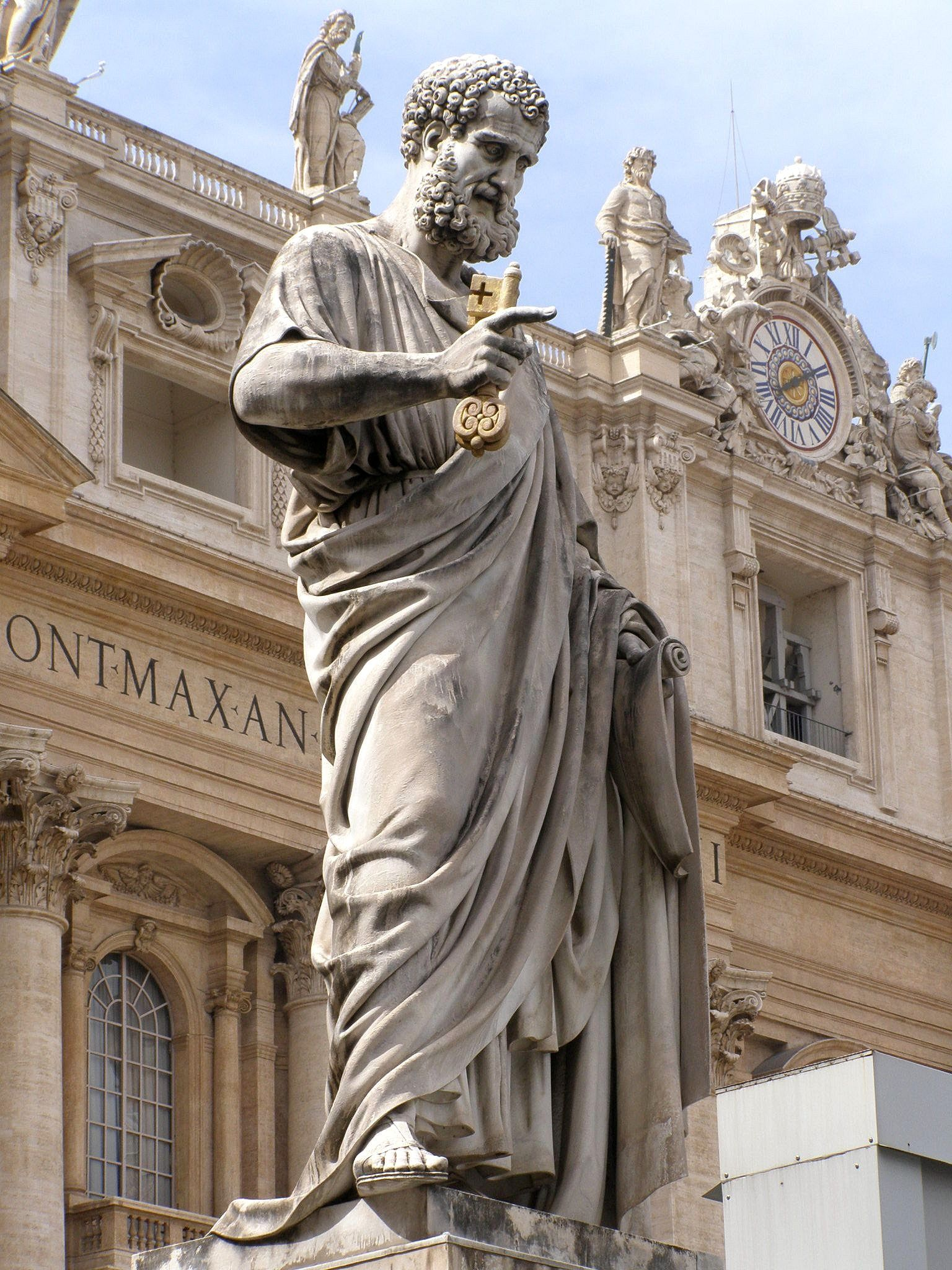
Estátua de São Pedro, do lado de fora da Basílica de São Pedro.

## Biografia
Nasceu em Nove, na província de Vicenza. O seu pai era diretor de uma fábrica de decoração cerâmica. Mudou-se para Roma quando jovem e foi patrocinado pelo Papa Gregório XVI. Foi nomeado diretor dos museus pontifícios (musei pontifici).
Entre as suas principais obras em Roma estão:
- Monumentos e bustos na Sala Maggiore, Protomoteca Capitolina
- Monumento a Francesco Guglielmi, igreja de Santi Ambrogio e Carlo al Corso
- Monumento a Prassede Tomati Robilant, Basílica de Santo André do Vale
- Monumento ao cardeal Francesco Fontana, igreja de Santi Biagio e Carlo ai Catinari
- Monumento ao Cardeal Plácido Zurla, igreja de San Gregorio al Celio
- Busto di Leone XII, igreja de Santa Maria in Cosmedin
- Monumento a Antonio Maria Traversi, Basílica de Santa Maria Maggiore
- Monumento a Torquato Tasso, igreja de Sant'Onofrio
- Monumento a Giuseppe Vitelli, igreja de San Rocco all'Augusteo
- Busto do Papa Leão XII, Claustro de San Cosimato
- Busto de Rafael; Autorretrato; Busto do Papa Gregório XVI, Panteão, Congregazione dei Virtuosi